# Impalamento

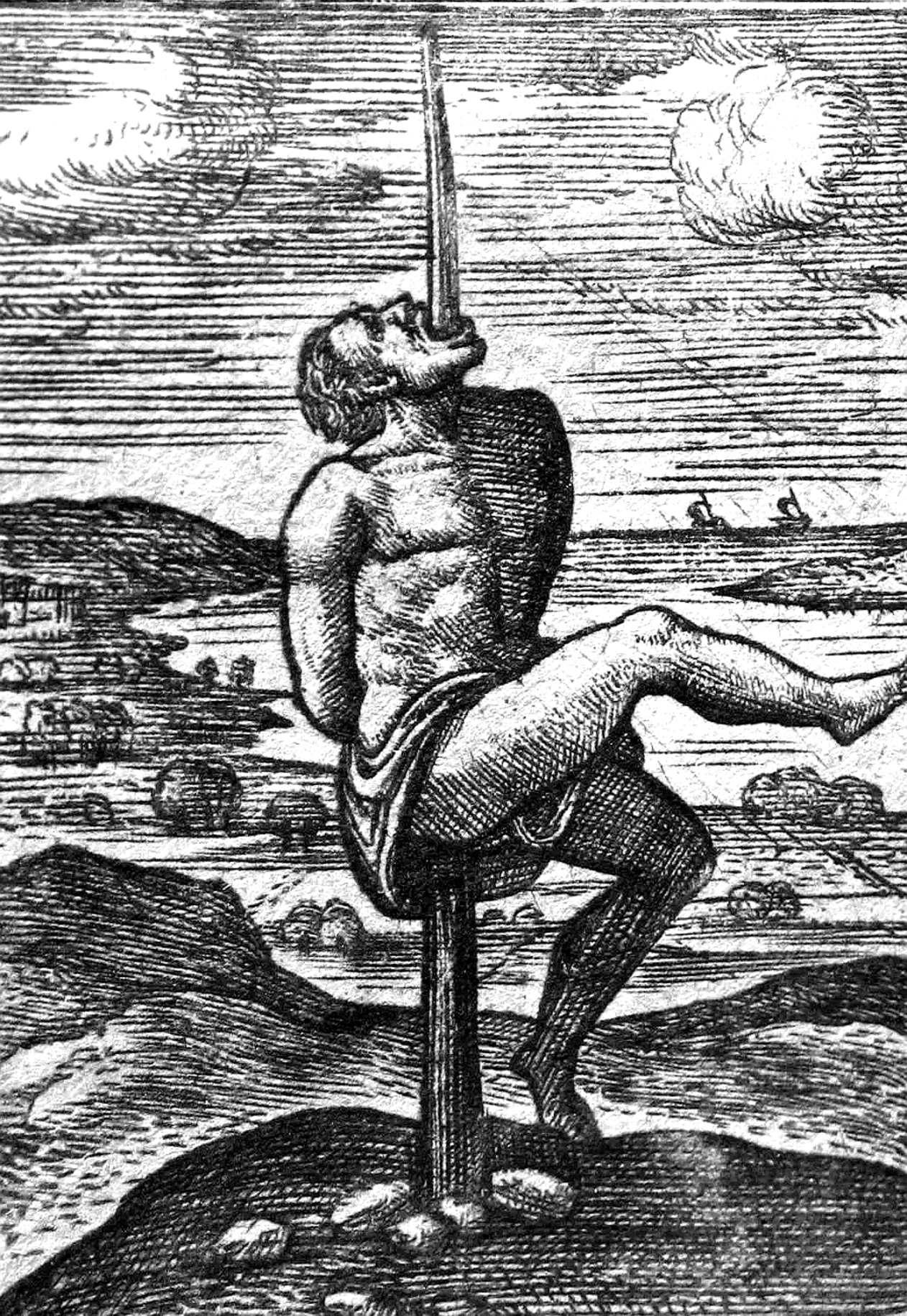
Disegno di Giusto Lipsio: impalamento per infissione su un palo definito crux simplex

L'impalamento è stato un brutale metodo di tortura e pena capitale, che consisteva nell'infilzare il prigioniero con un palo o qualsiasi altro oggetto dalla punta affilata, spesso mediante la perforazione completa o parziale del torso.
L'impalamento veniva utilizzato anche durante i tempi di guerra per punire il condannato, generalmente infilzato attraverso un orifizio o il perineo, e poi sollevato in posizione verticale fissando il palo nel terreno. Se non venivano lesi organi vitali, il supplizio poteva protrarsi per molti giorni prima della morte.

## Metodo di esecuzione
Il suppliziato veniva completamente denudato e costretto a sdraiarsi con il ventre a terra o verosimilmente su un tavolo apposito. Dai due aiutanti del boia gli venivano legate le mani dietro la schiena e assicurata una corda a ciascuna caviglia, in maniera tale che, tirando le funi, le gambe si divaricassero, agevolando in tal modo il carnefice a individuare l'orifizio anale o vaginale per l'introduzione della punta del palo. Il lungo palo di legno era largo alla base e molto sottile in cima, dove era rivestito da una punta metallica smussata; veniva appoggiato su due tozzi cilindri di legno, che servivano da rulli per farlo scorrere nel punto di inserimento. Affinché entrasse con facilità nel corpo del condannato, la punta veniva spalmata di grasso animale, olio o miele.
Il punto di entrata poteva essere l'ano, la vagina oppure una parte bassa dell'addome. Dopo aver introdotto la punta del palo, questo veniva spinto subito all'interno del corpo del suppliziato, penetrando rapidamente di alcuni centimetri. La progressiva introduzione del palo nel ventre del condannato avveniva per opera del boia per mezzo di ripetuti colpi, dati con un pesante mazzuolo all'estremità più grossa del palo. Grazie a un'adeguata abilità dovuta all'esperienza il carnefice era in grado di guidare i due inservienti su come tirare le funi legate alle caviglie, in modo da mantenere il corpo del condannato nella posizione voluta, durante gli inevitabili sussulti e contorcimenti, per far sì di non ledere organi vitali allo scopo di prolungarne al massimo l'agonia.
Sopra la scapola destra gli si formava una protuberanza che il carnefice incideva a croce. Ancora qualche colpo leggero e spuntava la cima del palo rivestita di metallo, restava soltanto da spingerlo finché fosse all'altezza della guancia. Per ultimo, gli venivano legati i piedi al palo in modo che non scivolasse in basso, e a volte il corpo del condannato veniva ricoperto di miele o altre sostanze dolci, in modo da attirare ogni tipo di insetto e aumentare ancor di più la sofferenza del condannato, costretto così a subire anche il tormento delle punture e il fastidio causato dagli insetti.
Se il fegato, i polmoni e il cuore erano rimasti integri, il condannato era vivo e cosciente. Servendosi di corde gli assistenti del carnefice issavano il palo, in modo che l'estremità più larga si conficcasse in una buca scavata nel terreno, poi lo rinsaldavano con cunei di legno. La morte sarebbe arrivata molti giorni dopo.

## Storia

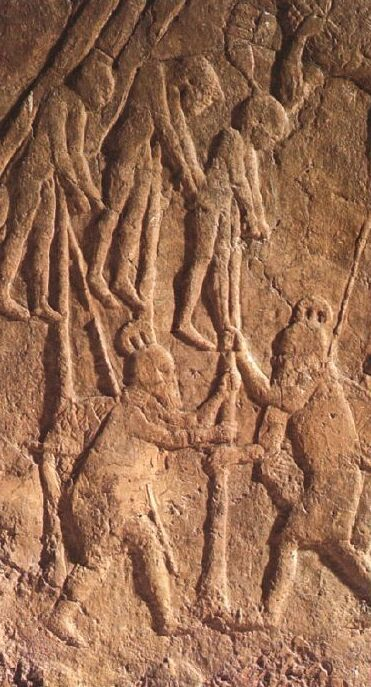
Impalamento di Giudei per opera degli Assiri al tempo di Sennacherib

L'impalamento era già noto agli antichi Egizi, a giudicare dagli atti del processo a un operaio accusato di aver profanato la tomba di un faraone nella Valle dei re per compiere dei furti. La pena prevista era severissima, proprio perché il crimine era ritenuto un grave sacrilegio. Inoltre, una volta morto, il condannato veniva abbandonato fino a quando gli animali spazzini e gli agenti decompositori non lo avessero fatto sparire, impedendo così la sua risurrezione.
Si adoperava anche nell'Assiria del tempo di Sennacherib (704 circa – 681 a.C.).
Anche nell'antica Persia l'impalamento era una diffusa forma di esecuzione capitale; fatto testimoniato da intagli, statue e scritti. Secondo lo storico greco Erodoto, Dario I impalò    3 000 babilonesi quando prese Babilonia: questo è ricordato nell'iscrizione di Behistun. Secondo resoconti romani, a Cartagine l'impalamento era usato per i più gravi casi di tradimento e per diserzione in battaglia ed era accompagnato da altre torture.
Un caso noto nell'Italia del 610 circa è quello di Romilda; ma ancora nel XVII secolo si ebbero impalamenti durante le atrocità delle Pasque piemontesi.

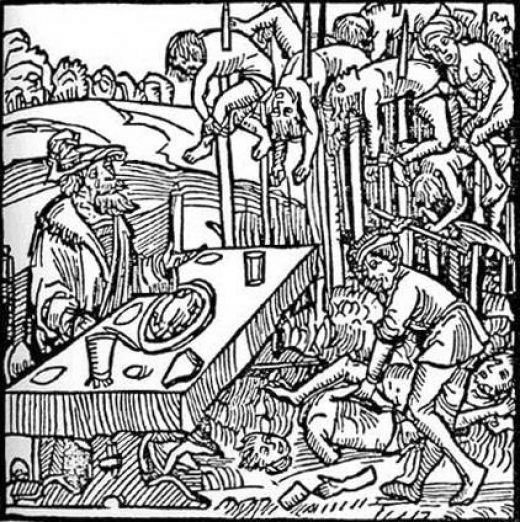
Stampa dell'epoca. L'uomo al banchetto è Vlad III di Valacchia, solito nel punire le vittime con tale strumento di tortura.

Nella Romania, l'impalamento, introdotto dai tartari e dai turchi, era largamente praticato da tutti i principi rumeni in alternativa al taglio della testa, privilegio tradizionalmente riservato ai boiardi, e all'impiccagione con cui di solito si punivano i borghesi. Vlad III di Valacchia nel XV secolo abolì del tutto queste "differenze sociali", facendo impalare senza distinzione, chiunque, secondo lui, meritasse la pena di morte.
Dal XIV al XVIII secolo il supplizio del palo era il tradizionale metodo di esecuzione per alto tradimento nella Confederazione polacco-lituana. Il già citato Vlad III di Valacchia, meglio conosciuto come Vlad Ţepeş ("Vlad l'Impalatore"), principe di Valacchia (1448, 1456 - 1462 e 1474 - 1476) e Ivan IV, soprannominato "il terribile" di Russia furono molto conosciuti per l'uso di questo supplizio. La pena dell'impalamento rimase in Russia tra le pene che i signori locali potevano infliggere ad esempio ai bracconieri.
Si hanno documenti fotografici di questa pratica dall'epoca della guerra civile e Rivoluzione russa. Fotografie e numerose testimonianze attestano che i reggimenti russi in rivolta impalarono ufficiali polacchi durante la repressione dell'Armata Rossa sul fronte orientale del 1917 e la guerra sovietico-polacca tra il 1919 e il 1921.
Nel 1937 si verificò il cosiddetto massacro di Nanchino, perpetrato dall'esercito giapponese a Nanchino, all'inizio della seconda guerra sino-giapponese. La città, in quel periodo capitale della Repubblica di Cina, era caduta in mano all'Esercito imperiale giapponese il 13 dicembre 1937 e in circa sei settimane, tra il dicembre 1937 e il gennaio 1938, i soldati giapponesi uccisero da 300.000 a 500.000 persone nei modi più terribili e atroci, molti dei quali per impalamento attivo o passivo.

## Nella cultura di massa
In letteratura una descrizione dettagliata dell'impalamento si ha in Il ponte sulla Drina, un romanzo dello scrittore serbo-bosniaco Ivo Andrić; viene descritto l'impalamento, per ordine di un signore ottomano, di un serbo-bosniaco, accusato di aver tentato di sabotare la costruzione del ponte che dà il titolo al libro.

## Medicina legale
In medicina legale, il termine impalamento indica qualsiasi penetrazione del corpo da parte di grossi oggetti appuntiti quale che ne sia la forma esatta, la sede o la direzione di penetrazione. Correttamente, si dovrebbe distinguere fra l'impalamento attivo, che indica il movimento di una punta verso il corpo, e quello passivo, che indica la caduta del corpo verso una punta (come un'inferriata o una staccionata).